# Champ funéraire de l'île d'Oleni
Le champ funéraire de l'ile d'Oleni (en russe : Оленеостровский могильник) est un site archéologique de l'Âge du bronze situé sur l'ile de Grand Oleni, dans la baie de Kola, près de Poliarny, dans l'oblast de Mourmansk, en Russie.

## Historique
Le site archéologique d'Oleni a été découvert en 1925. Les premières fouilles ont eu lieu en 1928, puis les suivantes en 1934 et en 1947-1948. De nouvelles fouilles ont été entreprises de 1998 à 2004.

## Vestiges
Au total, 19 squelettes d'enfants et d'adultes bien conservés ont été trouvés, ainsi que plus de 250 artéfacts archéologiques. Le site a été daté en 2001-2004 du milieu à la fin du IIe millénaire av. J.-C. (Âge du bronze).

## Génétique
Les haplogroupes mitochondriaux C*, C5, U5a, U5a1d, U4a1, Z1a1a, D*, T2d1b1, C4b et D4 ont été identifiés dans les restes fossiles de la population de l’ile, ainsi que l’haplogroupe du chromosome Y N1a1a1a1a-L392. Les chercheurs rapprochent cette population, d'une part de certaines populations actuelles de Sibérie, vivant principalement dans le bassin de l’Ienisseï, notamment les Nganassanes, un peuple samoyède, et d'autre part des anciens chasseurs-cueilleurs de la culture de la céramique au peigne, qui vivaient à l'est de la mer Baltique. On peut en conclure que la population de l’ile d'Oleni est arrivée dans la péninsule de Kola il y a quelque 3 500 ans en provenance de Sibérie centrale, mais qu'elle a été ultérieurement supplantée par les Samis qui habitent aujourd'hui la région.